# Перуанский нырковый буревестник
Перуанский нырковый буревестник (лат. Pelecanoides garnotii) — вид птиц из семейства буревестниковых (Procellariidae). Видовое латинское название дано в честь французского натуралиста Проспера Гарно (1794—1838).

## Описание
Вид распространён вдоль тихоокеанского побережья Чили и Перу. Мировая популяция, по данным 1995—1996 годов, составляет более 12 тысяч гнездящихся пар.
Небольшая птица длиной 15 см и массой 200 г. Верхняя часть тела чёрная, нижняя — белая. Лапы голубые.
Обитает вдоль морского побережья. Питается рыбой и ракообразными. Гнездится на островах и труднодоступных местах на скалистых берегах. Размножается круглый год, откладывая одно яйцо в нору, вырытую в гуано.